# Cesta namijenjena isključivo za promet motornih vozila
Cesta namijenjena isključivo za promet motornih vozila je javna cesta s najmanje dvjema prometnim trakama širine od po najmanje 3,25 m, kojom je omogućen siguran prometni tok vozila brzinom od najmanje 60 km/h, po kojoj se smiju kretati samo motorna vozila koja mogu razvijati brzinu veću od 60 km/h i koja je kao takva označena propisanim prometnim znakom.